# Ema Francuska
Ema Francuska (Emma de France) bila je francuska kraljevna i kraljica, kći Roberta I., sestra grofa Huga Velikoga i teta kralja Huga Capeta. 
Emina je majka vrlo vjerojatno bila Beatrica Vermandoiska, koja je najvjerojatnije bila druga Robertova žena, ali je moguće da je Emu rodila žena imenom Aelis.
Oko 921. god. Ema se udala za Rudolfa, koji je okrunjen za kralja Zapadne Franačke 13. srpnja 923. Iste je godine i Ema okrunjena od strane biskupa Reimsa, ali ne istog dana kad i kralj. Ema i njezin muž imali su sina Luja, koji je umro prije 14. lipnja 929. Moguće je i da je Ema bila majka kraljevne Judite.
Kraljica Ema je spomenuta u dvjema poveljama iz 931. godine kao „Emme nostri imperii consortis“ i „Emma coniux mea“. Umrla je 2. studenog 934.